# Torneo de París 2011
El Open GDF Suez 2011 fue un torneo del circuito de la WTA que se celebró en cancha dura indoor. Fue la edición 19ª del torneo que está dentro de la categoría Premier en el WTA Tour 2011. El torneo se jugó en el Stade Pierre de Coubertin en París, Francia.

## Campeones
- Individuales femeninas:  Petra Kvitova derrota a  Kim Clijsters, 6-4, 6–3.

- Dobles femeninas:  Barbora Zahlavova Strycova/Iveta Benešová  Bethanie Mattek-Sands /  Meghann Shaughnessy def.  Vera Dushevina /  Yekaterina Makarova, 6–4, 6–2.